# ウイリアム・ピカリング
ウィリアム・アレクサンダー・ピカリング（英：William Alexander Pickering CMG、中：必麒麟、1840年6月9日 - 1907年1月26日）は1877年5月3日に英国領シンガポールの華人保護局（英：Chinese Protectorate、中：华民护卫司署）を管理する初代保護官に任命された人物。北京語と福建語を流暢に話せる欧州人官吏としては初めての任命となった。シンガポールの多くの華人の信頼を得ながら、華人の秘密結社が関与した諸問題の統制に貢献した。シンガポールのチャイナタウンにあるピカリング通り（英：Pickering Street）は彼の姓が由来である。

## 背景
シンガポールで華人保護官を務める以前、ピカリングは、香港の関税管理局（中：財政部關務署、英： Chinese Maritime Customs Service、1854年〜）に勤めていた。 この経験から彼は当時の清政府の公用語であった北京語（Mandarin）や、広東語（Cantonese）、中国南部の方言である客家（Hakka）、福建語（Hokkien）、福州語（Foochew）、そして潮州語（Teochew）を体得していた。

## シンガポール時代
初めてシンガポールに渡航したピカリングは驚くべき事実を目の当たりにした。欧州関係者が英訳した方言の多い中国語の中にいくつもの誤訳があったのである。例えば「裁判官」を "demons" （悪魔）、「警官」を "big dogs"と英訳したり、ヨーロッパ人の一般的な呼び方を "red-haired demons"（赤毛の悪魔）と訳していた。
当時懸案であったトラブルに「郵便局の騒乱」があった。この騒乱は福建語を話す華人と潮州語の華人の間で中国大陸への送金や手紙の配達の仕事の奪い合いが起きたものである。この類の騒乱に対処するため、ピカリングはバグパイプを演奏しながら街を歩いて回った。ピカリングは、珍しい光景に気を取られた華人に中国の方言で話しかけながら、さまざまなトラブルの解決にあたった。

## ラルート戦争の終結
1874年、ピカリングは、ペラ州のラルートで起きていた秘密結社の「義興」と「海山」との間の絶え間ない武力衝突（ラルート戦争、1861年から1873年）を解決する活動に関与した。同年、海峡植民地政府の総督であったアンドリュー・クラーク総督は、二つの秘密結社の首長を招集して停戦協定を結ばせるべく、先ずピカリングを秘密結社の本拠地であるペナンに派遣した。ピカリングは、あくまで華人保護官として振る舞いながら、華人どうしの停戦に向けて根回しを進め、1月9日には２名の英国士官とともに「海山」に強い影響力を持つ富豪のチョン・ケン・クィ（中 ：鄭景貴、英：Chong Keng Quee）と協議し、クラーク総督によるパンコール条約の事前協議をまとめた。
1874年の1月20日にパンコール条約が締結された後、ピカリングは後日海峡植民地の総督となるフランク・スウェッテンナムや他の英国官吏とともにラルート地区（現在のタイピン市）の復旧委員会のメンバーとなり、華人組織である秘密結社の武装解除や武装された砦の解体、そして捕えられていた多くの華人女性の解放を支援している。
この時、ピカリングは著名な探検家でペナンの警察署長も勤めたキャプテン・スピーディー（英：Captain Speedy）と遭遇している。スピーディーはピカリングが中国語を話し、バグパイプも演奏できることを羨ましく思い、賞賛したという。

## ヌグリ・センビラン州の統制
1873年、英国政府は海峡植民地（シンガポール、マラッカ、ペナン）以外のマラヤの諸州への積極的な関与を開始した。その際、錫の採掘で経済価値があったヌグリ・センビランのスンガイ・ウジョン（馬：Sungei Ujong）において２つの有力な首長の間で利権の取り合いが問題となった。海峡植民地政府は、一方の首長（Dato' Kelana）をスンガイ・ウジョンの正当な管理者として公認したが、もう一方の首長（Dato' Bandar）がこの裁定に従わず、現地の経済活動に支障が出ていた。
海峡植民地政府からピカリングがスンガイ・ウジョンに派遣され、彼の報告をもとに英国の兵士160名が進軍して抵抗していた首長（Dato' Kelana）を追放した。ピカリングは一連の交渉に関与して立ち会っている。

## 華人保護官
1876年に発行された秘密結社に関する公式な英国政府への報告書に、ひとつの重要な提案が含まれていた。それは、シンガポールの港から入ってくる全ての華人労働者候補を、あらゆる中国の方言を知る英国官僚に面会させ、「華人を保護・支援する保護官が植民地政府に居る」ことを移民に理解させるというものであった。翌1877年の5月にピカリングが華人保護官（英：Protectorate of Chinese）として同じ目的のために任命されている。ピカリングのオフィスはシンガポールのノース・キャナル通りにある小さなショップハウスであった。
10年後の1887年、ピカリングが華人職人に襲われる事件が発生した。襲ったのは潮州語（Teochew）族の大工職人のChua Ah Siok（ある秘密結社から送り込まれた刺客）であり、ピカリングの秘密結社の事業への絶え間ない干渉が恨みを買ったものだった。刺客は斧を持ってピカリングの事務所に行き、ピカリングに斧を投げつけた。斧の一部がピカリングの額に当たり、ピカリングは重傷を負ったが、一命を取りとめている。
ピカリングは1889年に保護官の職を退任。暗殺未遂による怪我の後遺症により1907年の1月26日に没した。

## 評価
1884年にピカリングが英国政府よりヴィクトリア女王在位60周年記念（英語版）の勲章であるCMG勲章（英語版）を受けている。